# Morten Bisgaard
Morten Bisgaard (Randers, 25 juni 1974) is een voormalig betaald voetballer uit Denemarken, die als centrale middenvelder speelde. Hij beëindigde zijn actieve loopbaan in 2009 bij Odense BK. Hij won met FC Kopenhagen tweemaal de Deense landstitel. Na zijn carrière stapte hij het trainersvak in.

## Interlandcarrière
Bisgaard kwam in totaal acht keer uit voor de nationale ploeg van Denemarken in de periode 1996–2000. Onder leiding van de Zweedse bondscoach Bo Johansson maakte hij zijn debuut op 14 augustus 1996 in de vriendschappelijke uitwedstrijd tegen Zweden (0–1), net als Steffen Højer (AaB Aalborg), Thomas Rytter (Lyngby FC) en Ole Bjur (Brøndby IF). Hij viel in dat duel na 70 minuten in voor Søren Andersen. Zijn eerste en enige interlandtreffer maakte hij op zaterdag 2 september 2000 in de WK-kwalificatiewedstrijd in en tegen IJsland (1–2).

## Erelijst
FC Kopenhagen
- SAS Ligaen

2003, 2004
- Deense beker

2004